# Rispetto (album Zucchero Fornaciari)
Rispetto è il terzo album in studio del cantante italiano Zucchero Fornaciari, pubblicato il 28 aprile 1986 dalla Polydor Records.

## Il disco
Quest'album fu pubblicato dopo la partecipazione di Zucchero al Festival di Sanremo del 1986 con il brano Canzone triste, che non aveva ottenuto successo nelle classifiche del festival (penultima nella categoria Big), ma che fu una delle canzoni più ascoltate nelle radio tra quelle partecipanti al Festival quell'anno, come già era successo al singolo Donne.
Gli arrangiamenti e la direzione d'orchestra sono curati dallo stesso Zucchero in collaborazione con Corrado Rustici, mentre il produttore dell'album è Michele Torpedine, che affiancherà il cantante reggiano per i due decenni successivi.
Come il precedente album, il disco riprende le sonorità del rhythm'n'blues e della musica soul, anche grazie a nuovi musicisti quali David Sancious e Brian Auger, e si stacca dal genere solo il breve intermezzo per orchestra d'archi e voce Una ragione per vivere.
La canzone che dà il titolo all'album - Rispetto - nasce dopo una lite con Mogol (che doveva occuparsi dei testi di questo album, ma che dopo numerosi contrasti con Zucchero lasciò). Con la title track, Zucchero partecipò al Festivalbar di quell'anno. Se nel brano Tra uomo e donna si sperimentano incursioni reggae, Nuovo, meraviglioso amico è dedicata da Zucchero al suo grande idolo, Joe Cocker, tornato sulla scena dopo una lunga malattia, ed è ispirata alla sua Hello Little Friend con la quale ha in comune la prima frase, che contiene anche il titolo stesso.
Tutti i testi delle canzoni sono firmati da Zucchero, che fa il suo esordio come autore dei propri testi, tranne quello di Nella casa c'era, firmato da Alberto Salerno e quello della ballata Come il sole all'improvviso, che è di Gino Paoli. Quest'ultima canzone venne anche pubblicata su 45 giri in una versione cantata dai due autori (mentre sull'album è cantata dal solo Fornaciari), e fu poi interpretata in duetto al Premio Tenco.
Il disco si apre con un'introduzione che riprende il ritornello dell'ultima canzone, No no (non gli dire di no) in versione strumentale, registrata dalla Banda Municipale di Medicina (BO) su arrangiamento del maestro Peppe Vessicchio. Alcuni titoli dei brani richiamano classici del rhythm'n'blues, come Rispetto (Respect di Aretha Franklin) o Solo, seduto sulla panchina del porto guardo le navi partir... (Sitting on the Dock of the Bay di Otis Redding), la quale contiene una citazione da Ed è subito sera di Salvatore Quasimodo. L'introduzione di Torna a casa, infine, richiama Bourrée dei Jethro Tull.
La grafica della copertina è curata da Mario Convertino, e nella parte destra vi è una fotografia di Patrick James che raffigura la seconda figlia del cantante, Irene, con il pannolino e pettinata con una cresta punk.

## Tracce

### Versione originale
Testi e musiche di Zucchero, eccetto dove indicato.
1. Introduction[4] – 0:34
2. Rispetto – 4:58
3. Come il sole all'improvviso – 3:56 (testo: Gino Paoli)
4. Tra uomo e donna – 4:19
5. Nella casa c'era – 5:50 (testo: Alberto Salerno)
6. Una ragione per vivere – 0:53
7. Solo, seduto sulla panchina del porto guardo le navi partir... – 3:49
8. Torna a casa – 3:39 (testo: Zucchero, Alberto Salerno)
9. Nuovo, meraviglioso amico – 4:08
10. Canzone triste (canzone d'amore)[5] – 3:59
11. No - no (non gli dire no) – 3:40

### Altre versioni
Sono state stampate altre due versioni: una picture-disc version e una poster-disc version.

### Versione a edizione limitata (2016)
Il vinile del disco è stato nuovamente pubblicato nel box set ad edizione limitata Studio Vinyl Collection del 2016.

## I video musicali
- Rispetto, su YouTube. URL consultato il 23 dicembre 2016.

## Formazione
- Zucchero: voce, chitarra, pianoforte
- Randy Jackson: basso
- David Sancious: tastiera
- Giorgio Francis: batteria
- Corrado Rustici: chitarra sintetica, programmazione
- Brian Auger: tastiera, organo Hammond C3
- Narada Michael Walden: batteria
- Rosario Jermano: percussioni
- Eric Daniel: sax
- Frank Raya: sax, percussioni, cori
- Naimy Hackett, Holly Pearson, Fawzia Selama, Gwen Audrey Aantti, Silvio Pozzoli: cori
- Mirco Bezzi, John Etchells: ingegneria del suono

## Successo commerciale
L'album venne certificato disco d'oro, che fu consegnato a Zucchero durante la finale del Festivalbar 1986, e, a poco meno di un anno dalla pubblicazione, disco di platino per le oltre 200 000 copie vendute.

## Classifiche

### Classifiche settimanali
| Classifica (1986) | Posizione massima |
| ----------------- | ----------------- |
| Italia            | 7                 |

### Classifiche di fine anno
| Classifica (1986) | Posizione |
| ----------------- | --------- |
| Italia            | 11        |